# Agua de Cebada

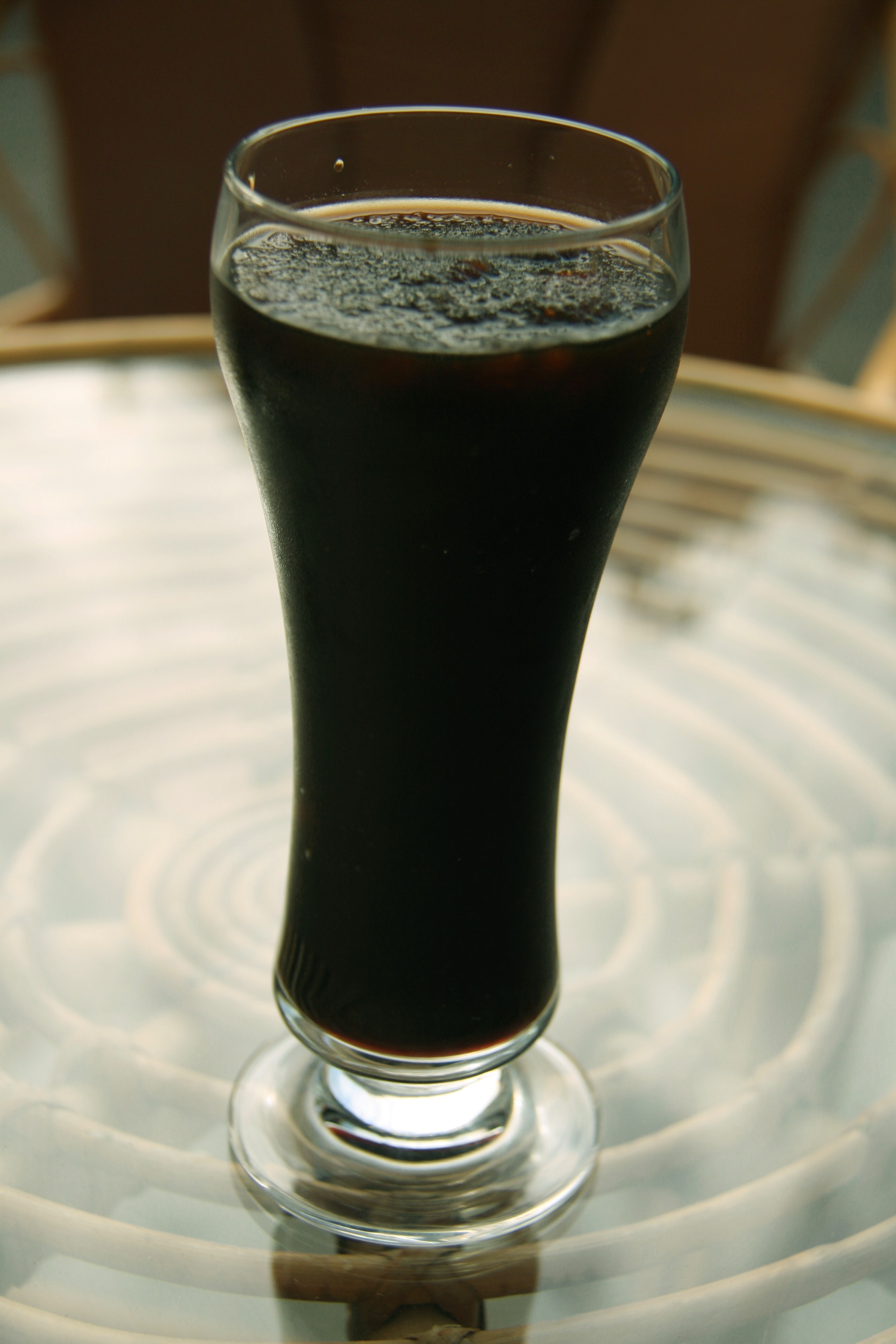
Ein Glas „Agua de Cebada“

Das Agua de Cebada (spanisch für Gerstenwasser), kurz Cebada (cebar, spanisch für „mästen“), ist ein spanisches Gerstenmalzgetränk, das ursprünglich von den Römern stammt. Es wird in der Region Valencia gerne zu Horchata oder auch für sich alleine getrunken. Agua de Cebada wird ferner in Lateinamerika genossen, besonders gerne im mexikanischen Staat Nayarit.
Agua de Cebada wird aus Gerstenmalz hergestellt:
- Die getrockneten Gerstenmalzkörner werden in einem Sieb sauber gewaschen.
- Anschließend wird das Gerstenmalz in einem Topf mit Wasser gekocht, bis die Körner weich sind. Dies dauert ca. eine 3/4 Stunde.
- In der abgefilterten Flüssigkeit wird anschließend etwas Rohrzucker aufgelöst.
- Die Cebada wird anschließend mit etwas Zitronenschale und einer Zimtstange kühl gestellt oder in einer Sorbetmaschine gekühlt.